# Китай на зимових Олімпійських іграх 1980
Китайська Народна Республіка брала участь у зимових Олімпійських іграх 1980, вперше в своїй історії взявши участь у Зимовій Олімпіаді, але не завоювала жодної медалі.

## Результати змагань

### Біатлон
Спортсменів-5
Чоловік
| Змагання                  | Спортсмен                                     | Стрільба   | Час        | Відставання | Місце |
| ------------------------- | --------------------------------------------- | ---------- | ---------- | ----------- | ----- |
| спринт 10 км              | Сун Юнцзюнь                                   | 0+3        | 38:37,19   | +2:09,7     | 41    |
| спринт 10 км              | Ли Сяомин                                     | 2+5        | 41:17,01   | +9:06,32    | DSQ   |
| спринт 10 км              | Хань Цзиньсо                                  | 2+4        | 44:06,85   | +11:56,16   | 46    |
| Індивідуальна гонка 20 км | Ин Чжэньшань                                  | 3+5+3+2    | 1:28:47,00 | +20:30,69   | 44    |
| Індивідуальна гонка 20 км | Ван Юмьцзе                                    | 2+2+6+6    | 1:33:49,77 | +25:33,46   | 46    |
| естафета 4×7,5 км         | Сун Юнцзюнь Ин Чжэньшань Ли Сяомин Ван Юмьцзе | 4+12+10+14 | 2:01:33,36 | +27:30,09   | 14    |

### Гірськолижний спорт
Спортсменів-2
Чоловік
| Змагання           | Спортсмен |         |       | 2 спуск | 2 спуск | Всього  | Відставання | Місце |
| Змагання           | Спортсмен | Час     | Місце | Час     | Місце   | Всього  | Відставання | Місце |
| ------------------ | --------- | ------- | ----- | ------- | ------- | ------- | ----------- | ----- |
| слалом             | Пяо Дунъи | 1:10,89 | 40    | 1:10,71 | 34      | 2:21,60 | +37,34      | 34    |
| гігантський слалом | Пяо Дунъи | 1:38,38 | 58    | 1:44,62 | 52      | 3:23,00 | +42,26      | 50    |

Жінка
| Змагання           | Спортсменка  | 1 спуск | 1 спуск | 2 спуск | 2 спуск | Всього  | Відставання | Місце |
| Змагання           | Спортсменка  | Час     | Місце   | Час     | Місце   | Всього  | Відставання | Місце |
| ------------------ | ------------ | ------- | ------- | ------- | ------- | ------- | ----------- | ----- |
| слалом             | Ван Гуйчжэнь | 59,26   | 24      | 59,75   | 18      | 1:59,01 | +33,92      | 18    |
| гігантський слалом | Ван Гуйчжэнь | 1:32,41 | 39      | 2:12,18 | 35      | 3:44,59 | +1:02,93    | 35    |